# Preparing for War
Preparing for War – płyta kompilacyjna norweskiego zespołu Darkthrone podsumowująca pierwsze dziesięć lat jego działalności. Wydana 30 października 2000 roku. 14 grudnia 2005 roku została ponownie wydana, tym razem poszerzona o dodatkowy CD z rzadkimi nagraniami z prób i dem oraz DVD zawierający fragmenty koncertów oraz wywiady z członkami zespołu.

## Lista utworów
| Nr  | Tytuł utworu                   | Długość |
| --- | ------------------------------ | ------- |
| 1.  | „Transilvanian Hunger”         | 5:59    |
| 2.  | „Snowfall”                     | 9:04    |
| 3.  | „Archipelago”                  | 4:52    |
| 4.  | „I En Hall Med Flesk Og Mjod”  | 5:04    |
| 5.  | „The Pagan Winter”             | 6:34    |
| 6.  | „Grave With a View”            | 3:27    |
| 7.  | „Eon / Thulcandra” (Live)      | 4:51    |
| 8.  | „Soria Moria” (Live)           | 3:42    |
| 9.  | „Natassja in Eternal Sleep”    | 3:26    |
| 10. | „Cromlech”                     | 4:08    |
| 11. | „In the Shadow of the Horns”   | 6:57    |
| 12. | „Neptune Towers”               | 3:27    |
| 13. | „Under a Funeral Moon”         | 4:57    |
| 14. | „Skald Av Satans Sol”          | 4:18    |
| 15. | „Iconoclasm Sweeps Cappadocia” | 4:01    |
|     |                                | 1:14:47 |

| Bonus CD | Bonus CD                             | Bonus CD |
| Nr       | Tytuł utworu                         | Długość  |
| -------- | ------------------------------------ | -------- |
| 1.       | „Eon”                                | 3:49     |
| 2.       | „Thulcandra”                         | 5:45     |
| 3.       | „The Watchtower”                     | 5:16     |
| 4.       | „Accumulation Of Generalization”     | 3:10     |
| 5.       | „Sempiternal Sepulchraity”           | 3:21     |
| 6.       | „A Blaze In The Northern Sky”        | 4:57     |
| 7.       | „Kathaarian Life Code”               | 9:10     |
| 8.       | „The Pagan Winter”                   | 5:22     |
| 9.       | „Where Cold Winds Blow”              | 7:37     |
| 10.      | „In The Shadow Of The Horns”         | 6:46     |
| 11.      | „Summer Of The Diabolical Holocaust” | 5:15     |
| 12.      | „Crossing The Triangle of Flames”    | 5:57     |
| 13.      | „Under A Funeral Moon”               | 5:09     |
|          |                                      | 1:11:34  |

| Bonus DVD | Bonus DVD                                                         | Bonus DVD |
| Nr        | Tytuł utworu                                                      | Długość   |
| --------- | ----------------------------------------------------------------- | --------- |
| 1.        | „Eon/Thulcandra” (Live - Oslo, Norwegia, 1989)                    |           |
| 2.        | „Soria Moria” (Live - Oslo, Norwegia, 1989)                       |           |
| 3.        | „Cromlech” (Live - Riihimaki, Finlandia, 1991)                    |           |
| 4.        | „Life” (Live - Riihimaki, Finlandia, 1991)                        |           |
| 5.        | „Soulside Journey” (Live - Riihimaki, Finlandia, 1991)            |           |
| 6.        | „Black Daimon” (Live - Riihimaki, Finlandia, 1991)                |           |
| 7.        | „Nor The Silent Whispers” (Live - Riihimaki, Finlandia, 1991)     |           |
| 8.        | „As Desertshadows” (Live - Riihimaki, Finlandia, 1991)            |           |
| 9.        | „Trident” (Live - Riihimaki, Finlandia, 1991)                     |           |
| 10.       | „Paragon Belial” (Live - Riihimaki, Finlandia, 1991)              |           |
| 11.       | „A Blaze In The Northern Sky” (Live - Riihimaki, Finlandia, 1991) |           |
| 12.       | „Cromlech” (Live - Lahti, Finlandia, 1991)                        |           |
| 13.       | „Life” (Live - Lahti, Finlandia, 1991)                            |           |
| 14.       | „Soulside Journey” (Live - Lahti, Finlandia, 1991)                |           |
| 15.       | „Black Daimon” (Live - Lahti, Finlandia, 1991)                    |           |
| 16.       | „Blackwinged” (Live - Oslo, Norwegia, 1996)                       |           |
| 17.       | „Transilvanian Hunger” (Live - Oslo, Norwegia, 1996)              |           |

## Twórcy
- Dag Nilsen - gitara basowa
- Gylve "Fenriz" Nagell - perkusja
- Ted "Nocturno Culto" Skjellum - śpiew, gitara, gitara basowa
- Ivar "Zephyrous" Enger - gitara